# Dexter (govedo)
Dexter govedo je najmanjša evropska pasma goveda, izvira iz Irske. Pasma je skoraj izumrla, a v zadnjih desetletjih doživlja preporod.

## Opis
Odrasle živali tehtajo 300-350 kg, njihova plečna višina je 92-107 cm. Glede na velikost imajo zelo dobro mlečnost, uporabljajo pa se tudi za meso, torej kot kombinirana pasma. Večinoma so črne barve, čeprav obstajajo tudi rdeče in rjave živali. Nekateri primerki imajo izrazito kratke noge, občasno se pojavi tudi genetska okvara buldog pritlikavosti (bulldog dwarfism). Buldog pritlikavost je bila pri pasmi dexter prvič opisana že v 19. stoletju.

## Buldog pritlikavost
Poznamo dve obliki mutacije gena ACAN ali agrekan pri dexter govedu, ki povzročijo:
- Tele s skrajšanimi nogami : heterozigot (Nn), opazni milejši znaki pritlikavosti oz. hondrodisplazije
- Buldog tele : homozigot (nn), plod zelo prizadet, hondrodisplazija, splav (ne preživi)
- Tele z normalno razvitimi nogami : homozigot (NN)

Heterozigotna žival ima en mutiran in en normalen alel, zato bo pokazala malo znakov hondrodisplazije (kratke noge, nenormalna hoja). Pride lahko tudi do težav pri pravilnem razvoju sapnika, raznih manjših deformacij organov ali artritisa. Heterozigotno tele bo preživelo porod, vendar je potencialen prenašalec mutacije. Buldog tele pa je močno deformirano že v fazi zarodka. Na prizadetem plodu so vidni znaki pritlikavosti, ki so posledica nepravilnega razvoja hrustanca – hondrodisplazije, podedovane napake razvoja hrustanca in okostja. Plod večinoma pogine že v 7. mesecu brejosti ter povzroči spontani splav. Pojav preprečujejo z izogibanjem parjenja kratkonogih (heterozigotnih) živali med seboj. 
Znaki prizadetosti pri plodu so:
- skrajšan gobec
- nenormalna oblika čela (čelo se počasi vzdiguje)
- zelo kratke noge – krajše okončine
- volčje žrelo
- zelo ozek prsni koš, ki tesno stiska pljuča
- skrajšana hrbtenica – kompleksna nepravilnost vretenc
- težave z dihanjem in premikanjem
- majhna teža
- sploščena lobanja
- napihnjenost trebuha (zaradi nabiranja tekočina v trebušni votlini)

Bolezen povzroča recesivni avtosomalni gen ACAN ali agrekan na 21. govejem kromosomu. Poznamo ga tudi po drugih imenih kot so agrekan 1 ali agrekan proteoglikan. Pri mutaciji pride do vrinjenja baznih parov na eksonu 11 ali na eksonu 1.